# Edoardo Tresoldi
Edoardo Tresoldi (* 1987 in Cambiago bei Mailand) ist ein italienischer Bildhauer und Bühnenbildner, international bekannt für seine monumentalen Skulpturen und Installationen aus Drahtgewebe.

## Leben und Werk
Eduardo Tresoli begann einen Architektur- und Designstudium am Politecnico di Milano, verließ die Universität aber bereits nach einem Jahr, um als Künstler zu arbeiten.
U. a. arbeitete er als Designer für Filmsets. Seit 2013 konstruiert er in öffentlichen Räumen temporäre gigantische Gitterstrukturen, die nachts angestrahlt werden.
Eine temporäre Arbeit war eine Szenerie für ein königliches Bankett in Abu Dhabi. Zusammen mit dem Büro Designlab Experience (Dubai) schuf er eine bühnenbildartige, transluzente und federleicht wirkende Installation aus Arkaden, Kuppeln, Säulengängen und tempelartigen Strukturen. Die Szenerie war allein aus Metallgittern geformt, die nachts angestrahlt wurden.
Für das Festival Meeting del Mare konstruierte er am Meeresufer von Marina de Camerota (SA)
die riesige Drahtskulptur Incipit. Die Installation in Form einer Toranlage, um deren Torturm transparente Vögel flattern, entstand in Zusammenarbeit mit Simone Pallotta und Antonio Oriente.

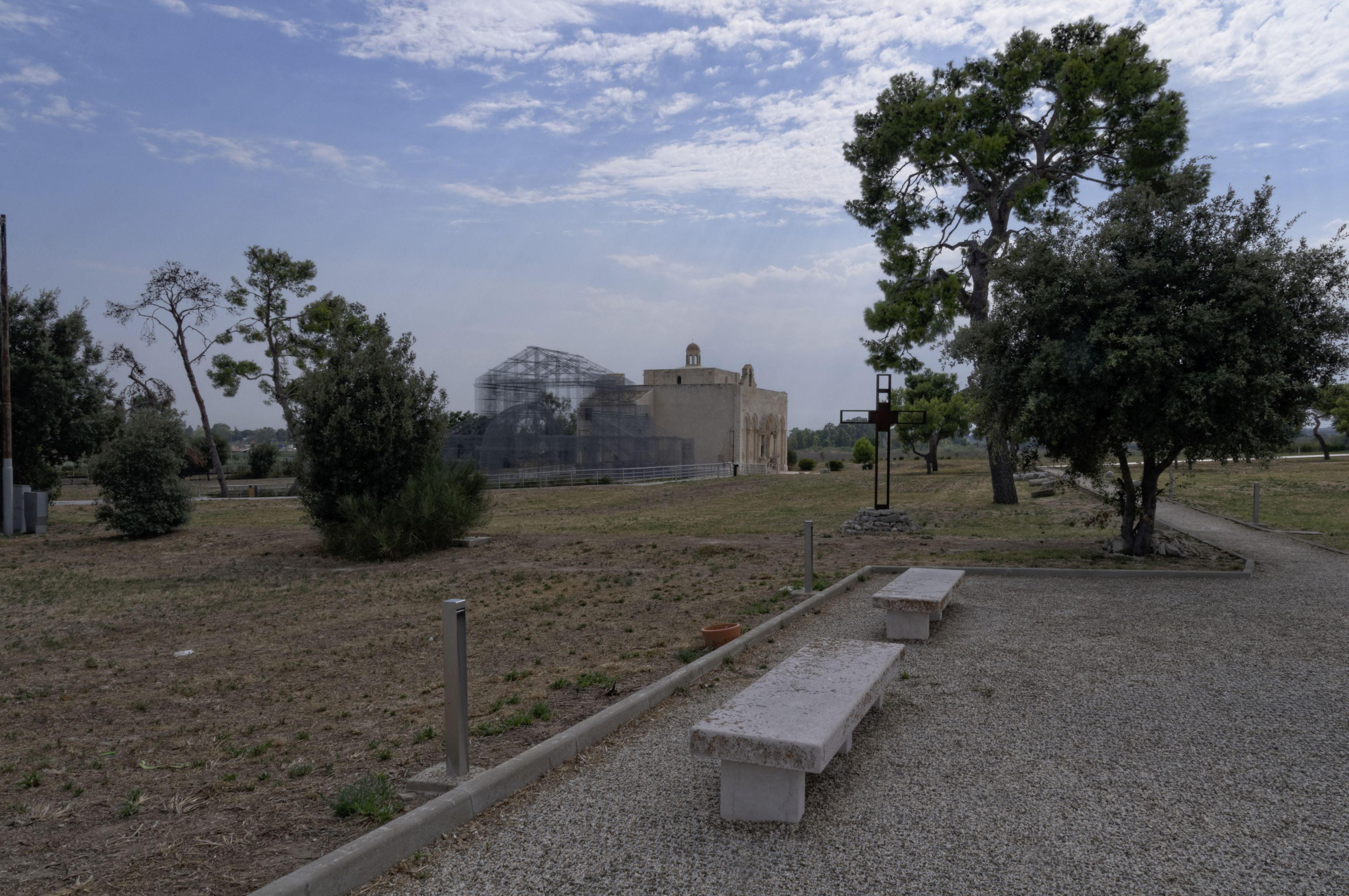
Im Hintergrund die Basilica di Siponte mit der Installation von Tresoldi, Foto: RaBoe

Eine auf Dauer angelegte Installation befindet sich in der italienischen Stadt Siponto in Apulien. Aus Drahtgewebe rekonstruierte er die vollständige Kirche Santa Maria Maggiore, von der außer der Fassade und einem Teil des ursprünglichen Kirchenschiffs nur wenig erhalten ist, um einen Gesamteindruck der unversehrten Form der Kirche herzustellen. Das Projekt wurde durch die Unterstützung der Soprintendenza Archeologica della Puglia und der italienischen Regierung ermöglicht.
Im Jahr 2017 wurde Eduardo Tresoli von Forbes in die Liste der wichtigsten europäischen U-30-Künstler aufgenommen.